# Peropalo

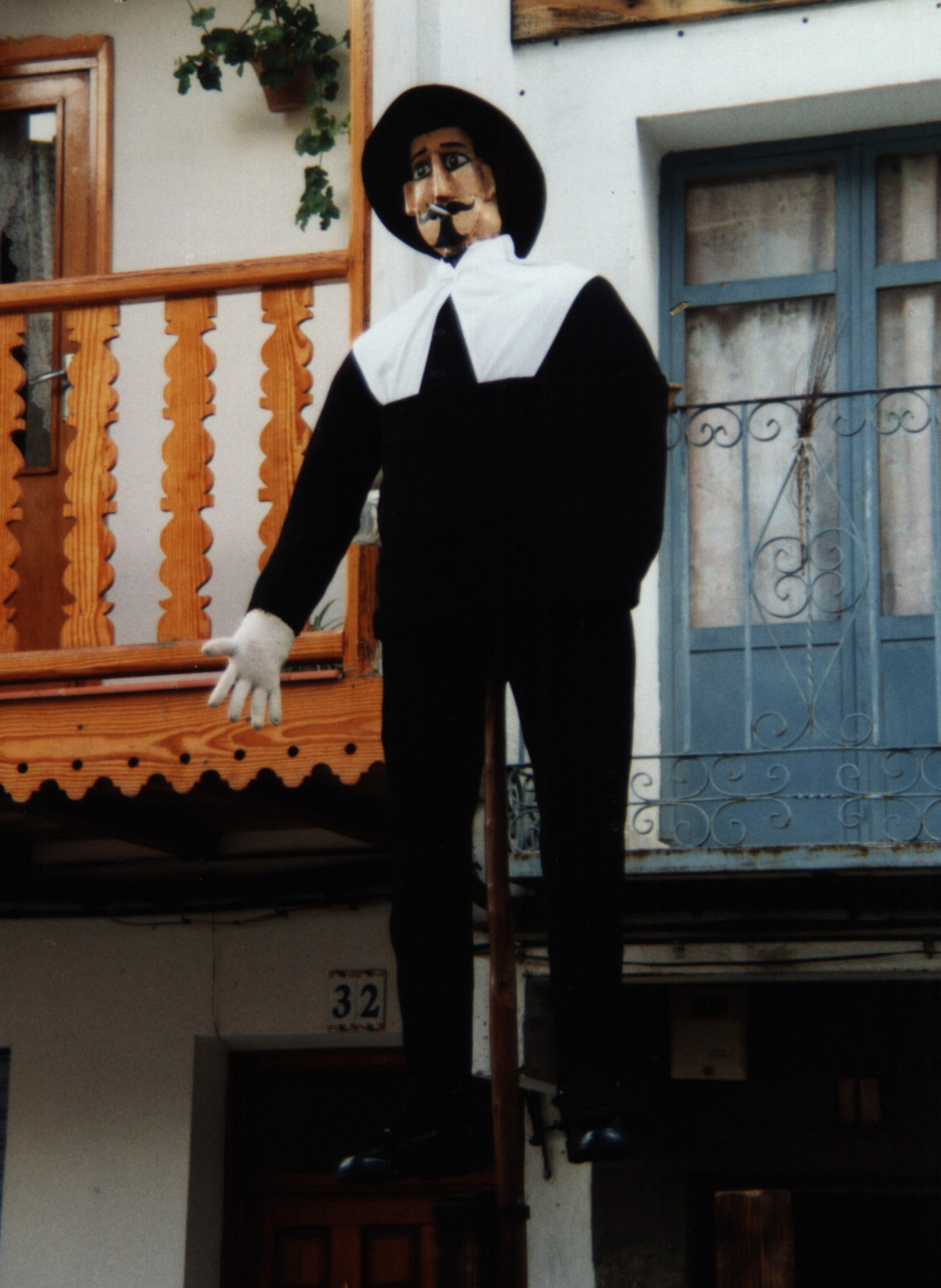
El Peropalo en la aguja.

Peropalo es el nombre con el que se conoce a un muñeco, de tamaño natural, en torno al cual gira siempre el carnaval en Villanueva de la Vera, localidad de la provincia de Cáceres, en la comunidad autónoma de Extremadura (España). La fiesta consiste básicamente en una serie de ritos que se organizan en torno al protagonista en los tres días de carnaval y van desde su confección a su muerte.
Aunque se le confecciona la noche de sábado al domingo de carnaval –es esta una fiesta variable en razón del ciclo lunar- ya el domingo anterior se ha paseado la cabeza, cubierta con un sombrero negro, clavada en un fuerte palo y con un pañuelo blanco al cuello. Esta primera salida, a ritmo rápido, por las calles del municipio es el anuncio de la proximidad de la fiesta y de que el personaje, al que se le denomina en alguna copla tradicional como “Revive”, estará presente un año más en la fiesta de carnaval. 
	El muñeco lo hacen los “peropaleros”, un conjunto de personas que forman el grupo de iniciados que velan por el muñeco y que, además de dirigir las ceremonias, se encargan de tocar el tambor, el principal instrumento del festejo peropalero. Al muñeco se le hace, tradicionalmente, en un lugar secreto entre redobles de tambor y recitados de coplas misteriosas. El traje es negro, de una pieza; como contraste, se le coloca un pañuelo blanco, de pico,  que le cubre parte de la espalda y del pecho;   se le remata, por la parte superior,  con un sombrero de paño negro y, por la inferior, con unas botas del mismo color. Se le da volumen al rellenarlo de paja. Lleva una mano doblada, que guarda en la faja negra que le ciñe la cintura; la otra caída y un tanto separada del cuerpo. Un fuerte palo,  colocado por la entrepierna, permite levantarlo y trasladarlo de forma visible para la multitud.

## Domingo de Carnaval
Al amanecer del domingo,  una comitiva lo lleva hasta una esquina de la plaza del pueblo, lugar en el que, en la tarde del sábado,  se ha colocado “la aguja”, una especie de escalera colocada verticalmente. En esos momentos matutinos unos acompañantes simulan llorar y otros manifiestan su alegría por el prendimiento del protagonista.
	Antes de colocarlo en un soporte instalado para el efecto, se le hace una ceremonia, conocida como “judiá”, que consiste en inclinarlo hacia el suelo, en medio de la plaza, mientras que varios grupos de personas se entrecruzan chocando unos contra otros. Luego, tras dar varias vueltas a la aguja, entre gritos estentóreos de los acompañantes, se le coloca mirando hacia la plaza. Este rito se hará cada tres horas, después de un paseo por las calles de la villa, hasta el martes y siempre se termina con el baile de la jota al son de los tambores.
	Alrededor de las seis de la tarde se le recoge en casa del peropalero mayor para, a la mañana siguiente, colocarlo de nuevo en la aguja, aunque colocándolo en una dirección diferente cada día, de modo que el martes, en vez de mostrar la cara enseñará, a quien le mire desde la plaza, la espalda.

## Martes de Carnaval
El ritual llega a su cima el martes. Por la mañana se simula, en el interior del ayuntamiento, un juicio en el que se le condena siempre por delitos relacionados con el sexo y, luego, un joven, vestido de forma grotesca y montado sobre un burro, con un cartel en la espalda en el que se puede leer la condena, pasea la sentencia por las calles del pueblo rodeado de una multitud ruidosa que canta diversas canciones. Delante del jumento, la multitud se divierte, con una larga soga, jugando a envolverse unos a otros. 
	Por otra parte, casi simultáneamente, se procede a la entrega de la bandera al Capitán (en otros festejos se le denomina mayordomo) de la fiesta y unas alabardas a los miembros varones de un grupo de acompañantes. La bandera es blanca con puntos rojos y en el centro tiene una media luna dorada con rostro antropomórfico. La comitiva, bellamente ataviados todos, da una vuelta por las calles del pueblo para acabar colocando la bandera en el balcón del domicilio del Capitán, el cual invita a dulces y bebidas a los acompañantes y a quienes se acercan por su calle.
	A las tres de la tarde sale la comitiva de los calabaceros, personajes vestidos de forma estrafalaria que llevan un grueso palo del que penden numerosas calabazas de agua. Se dirigen hacia una zona de la plaza en la que se ha instalado una mesa petitoria; van precedidos de tres autoridades municipales. Mientras los ediles se colocan tras la mesa para recibir las ofrendas, los calabaceros se sitúan en unos bancos formando un pasillo por el que pasan obligatoriamente los oferentes,  la mayoría de los cuales, sobre todo los varones,  reciben fuertes golpes con las calabazas.
	Poco después, desde la casa del Capitán, sale el “Paseo”, una larga comitiva de hombres y, especialmente mujeres; todos van bellamente engalanados con trajes regionales destacando la policromía de los diferentes mantones que llevan las mujeres.  Esta procesión la encabeza el Capitán con la bandera del festejo y la Capitana, con una gruesa zarza en la mano; de ella cuelga un llamativo chorizo que representa los atributos varoniles del protagonista pues su nombre, de procedencia griega, significa “el privado de falo”. La larga comitiva da varias vueltas por las calles del pueblo cantando coplas relacionadas unas con el Peropalo, que algunos llaman coplas peropaleras, y otras de carácter tradicional; se acaba la procesión en la plaza, donde, al lado del lugar en que están los calabaceros, se hace un gran círculo, cerrado por los alabarderos,  para proceder a la “jura de bandera”. 
	Esta ceremonia consiste en una exhibición de la habilidad de los varones en el manejo de la bandera. Después de haber ofrecido una cantidad de dinero, pasan por encima de la cabeza de los que están en el círculo la bandera y luego hacen diversos movimientos con ella, siendo, al acabar, levantados jubilosamente por sus amigos y familiares. La ceremonia se repite una y otra vez mientras haya oferentes. En último lugar lo hace el que haya sido escogido para ser el Capitán del festejo del año siguiente.
	Hacia las seis de la tarde se pone fin al ritual con la muerte del Peropalo. Al muñeco se le sustituye por otro, decapitado, con diferente ropaje y, en unas angarillas, se le conduce a la plaza para quemarlo; un grupo de plañideras lo acompañan lamentando su muerte y aludiendo a los favores sexuales recibidos. En el centro de la plaza, se le descuartiza y se le mantea, al tiempo que se disparan diversas cargas de escopetería sobre él; luego, los restos se queman. La actitud de los vecinos es muy diferentes, mientras unas personas se unen al grupo de plañideras, la mayoría pide su muerte. Los restos del muñeco se queman y el festejo finaliza al distribuirse por la plaza las cenizas del protagonista.

## Orígenes
Como la fiesta es de carácter tradicional no se conocen sus orígenes y hay diversas interpretaciones sobre su significado. Unas quieren explicar el festejo a partir de algún posible hecho histórico; en unos casos lo hacen girar en torno a un bandido que, por violar a las mujeres, es ajusticiado por los hombres del pueblo, o un traidor que es condenado en un proceso que parodia los de la Inquisición. En cambio, quienes lo analizan desde la Antropología, lo explican como una conjunción de rituales paganos, de carácter invernal, en los que se intentaba, por la creencia en las fuerzas mágicas, hacer renacer la naturaleza aletargada durante el frío invierno; por su importancia para la colectividad, estas fiestas invernales se perpetuarían a lo largo de los siglos y, cuando el cristianismo quiere desterrarlos se fusionan en uno solo ritual, como ocurre en todo el carnaval europeo.
Naturalmente, con el paso del tiempo ha cambiado de significación y, ya con la cultura cristiana pudo ser el símbolo del paganismo y de lo carnal que debía ser destruido antes de empezar la Cuaresma. Posiblemente, a partir del final del siglo XV, en tiempos de los Reyes Católicos, se le da un carácter antijudaico. Esto es lo que se advierte en la mayoría de las coplas que se cantan en la fiesta en la actualidad, aunque desprovistas de la virulencia que debieron tener en su tiempo. En una copla se dice “el Peropalo de hogaño –lo queremos pa quemarle- que es un Judas que hacemos- pa afrenta de su linaje”. De esta forma el Peropalo adquirió una significación parecida a la que tienen los festejos que se organizan en muchas localidades españolas en torno a unos muñecos que se plantan o cuelgan, generalmente, durante la Semana Santa, y se les conoce a estos rituales como “la quema del Judas”. Antes del rito de la quema, se sigue una costumbre de los tiempos en que los jóvenes entraban en quinta para el servicio militar, siendo ellos los que, tras acabar las ofrendas, calabaceros y jura, corren las calles del pueblo cantando antiguas canciones haciendo paradas con los conocidos tamborileros, hasta llegar a la casa de la cual sale la cabeza una semana antes, para recoger la =langarilla=, que es el peropalo para quemar en la plaza.

## Simbología
Por la alegría carnavalesca que domina, en la actualidad,  en estos días, el festejo del Peropalo es un símbolo de libertad, alegría vital y de las fuerzas genésicas de la naturaleza que resucitan, como el muñeco, tras la muerte, con la llegada de la primavera. Es un festejo de gran belleza cromática y musical, ejemplo permanente de la identidad de un pueblo, Villanueva de la Vera, y, también, una muestra de la frágil condición humana. Aunque la quema de un muñeco es aún usual en muchos pueblos de Europa, el valor del Peropalo es inmenso, pues acaso sea el único festejo de esta naturaleza en el que se conservan todos los elementos de los antiguos rituales agrarios, esa serie de ritos que van desde la confección a la muerte del peropalo.

## Figuras parecidas
- "Marquitos", personaje carnavalesco al que se achacan los males del año en el pueblo alavés de Zalduendo de Álava.